# Sitcom (phim)
Sitcom là một bộ phim hiện thực huyền ảo do François Ozon biên kịch và đạo diễn, xuất phẩm ngày 27 tháng 05 năm 1998 tại Paris.

## Lịch sử
Thập niên 1990, xu hướng truyền hình thế giới bắt đầu tương thích những ảnh hưởng của dòng phim sitcom, mà đương thời gọi hài kịch tình huống. Đặc trưng của dòng điện ảnh mới nổi này là tập trung vào không gian hẹp, ít tuyến nhân vật, nêu bật các giá trị gia đình truyền thống, lồng trong những câu hội thoại khôi hài hay chuyển biến bất ngờ. Vì thế, ý tưởng thực hiện bộ phim Sitcom mà tác giả chính François Ozon gửi gắm là châm biếm sự suy đồi đạo đức trong lối sống gia đình thành thị hiện đại.

## Nội dung
Một gia đình trung lưu ở ngoại ô gồm cha, mẹ và hai con bất ngờ đón nhận thành viên mới: Một con chuột bạch khá xinh xắn. Chỉ ít hôm sau, cả nhà phát hiện con trai - Nicolas - mắc chứng đồng tính luyến ái và thường bắt gián để hành hạ; một thời gian nữa lại thêm cô chị - Sophie - có xu hướng thích tự tử và bị cuồng dâm. Trong khi đó, cô hầu mới đến thường lén qua lại với ông chủ và chiếm một thiện cảm bất thường của ông ta.
Để cứu vãn gia đình đang đà rạn rứt, người mẹ tìm bạn trai cho con gái và khuyến khích anh ta thực hiện hành vi khổ dâm với cô để dứt triệu chứng tự tử đi. Một đêm, bà quyết định lẻn vào buồng con trai và quyến rũ cậu ta, hai người cấu hiệp với nhau với hi vọng chữa bệnh tự kỉ cho cậu.
Một đêm khác, người cha đem con chuột bạch đi rán và ăn thịt nó, bỗng nhiên ông hóa điên và bị biến thành con chuột khổng lồ, cắn tung vật dụng trong nhà. Cả gia đình bèn hợp sức lại giết "con chuột" một cách tàn nhẫn, tự bấy mọi người đều khỏi bệnh.

## Kĩ thuật
Phim được thực hiện tại Paris năm 1997.

### Sản xuất
- Thiết kế: Angélique Puron
- Trang phục: Hervé Poeydemenge

### Diễn xuất
- Évelyne Dandry... Người mẹ
- François Marthouret... Người cha
- Marina de Van... Sophie
- Adrien de Van... Nicolas
- Stéphane Rideau... David
- Lucia Sanchez... Maria
- Jules-Emmanuel Eyoum Deido... Abdu
- Jean Douchet... Bác sĩ trị liệu
- Sébastien Charles... Chú nhóc ôm quả bí
- Vincent Vizioz... Gã tóc hung
- Kiwani Cojo... Gã xỏ khuyên
- Gilles Frilay... Gã để ria
- Antoine Fischer... Gregory
- Louis Nguyen Cao... Dominique Chen

## Hậu trường
Ngay khi vừa công chiếu trên truyền hình, bộ phim nhận được phản hồi tích cực của giới phê bình và khán giả, mặc dù kinh phí sản xuất rất thấp và hầu như không nằm trong dòng phim mưu cầu thương mại.
Mặc dù tuyến truyện hơi khó hiểu, nhưng báo giới nhận định rằng, về mặt nghệ thuật thì François Ozon tương đối thành công khi trình bày những lập thuyết mới thời hậu Freud về thiên hướng tình dục hiện đại. Bản thân tác giả trước đó cũng có hơn 10 năm nghiên cứu về sự ám ảnh tình dục và các phương thức điện ảnh hóa lý thuyết này.
- Trong phim Cao bồi chơi khuya (1969) của đạo diễn John Schlesinger, một bà mẹ và con trai bà ta đã giấu kín những thất vọng tình dục bằng việc đẽo một con chuột bạch bằng cao su.
- Trong loạt phim tâm lý học nổi tiếng của đạo diễn Pier Paolo Pasolini có kể về một người lạ bí ẩn dụ được các thành viên trong một gia đình trung lưu Ý bị rối loạn chức năng khơi dậy những ham muốn tình dục, kết cuộc dẫn tới cả nhà đều bị cuồng dâm rồi lần lượt giết nhau. Chỉ có đứa con trai mắc chứng đồng tính luyến ái là thoát và trở thành họa sĩ.

## Liên kết
1. ↑  "L2TC.com - Sitcom (1998) - Lieux de tournage". {{Chú thích web}}: Đã bỏ qua tham số không rõ |consulté le= (gợi ý |access-date=) (trợ giúp); Đã bỏ qua tham số không rõ |site= (trợ giúp)

- Sitcom trên Internet Movie Database